# بادیس لبیحی
بادیس لبیحی (انگلیسی: Badis Lebbihi؛ زادهٔ ۱۴ مارس ۱۹۹۰) بازیکن فوتبال اهل الجزایر است.
از باشگاه‌هایی که در آن بازی کرده‌است می‌توان به باشگاه فوتبال زولته وارخم، باشگاه فوتبال لیل، و باشگاه فوتبال دیژون اشاره کرد.
وی همچنین در تیم‌های ملی فوتبال زیر ۱۷ سال فرانسه و زیر ۱۹ سال فرانسه بازی کرده‌است.